# Erebia tyndarus
Erebia tyndarus är en fjärilsart som beskrevs av Eugen Johann Christoph Esper 1777. Erebia tyndarus ingår i släktet Erebia och familjen praktfjärilar. IUCN kategoriserar arten globalt som livskraftig. Inga underarter finns listade i Catalogue of Life.

## Bildgalleri

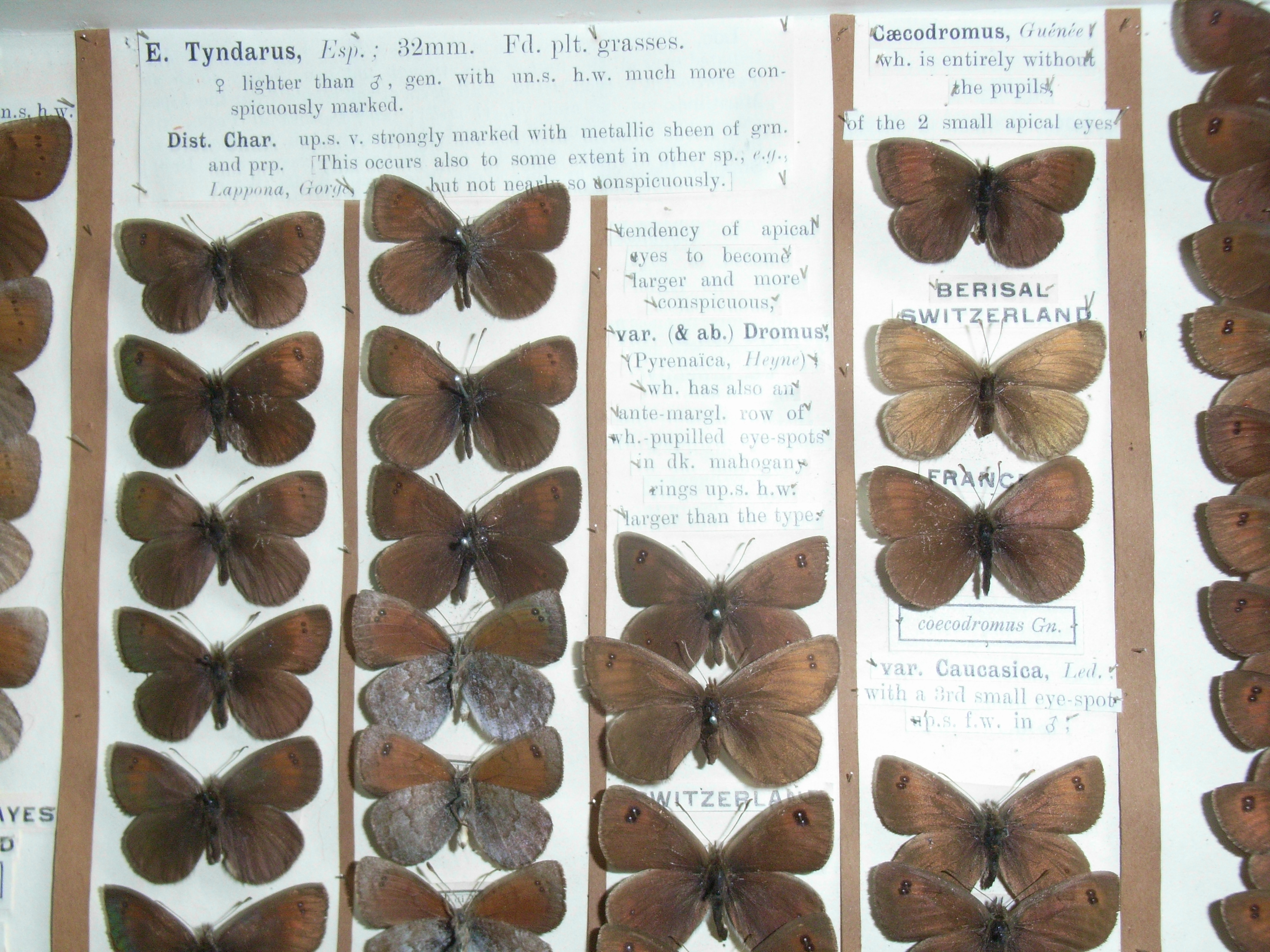